# Facundo Sanguinetti
Facundo Sanguinetti (Lanús, Provincia de Buenos Aires, Argentina, 1 de marzo de 2001) es un futbolista argentino que juega como arquero y su equipo actual es Club Atlético Banfield de la Liga Profesional Argentina.